# Pomorsko pravo
Pomorsko pravo (eng. Maritime Law) je skup pravnih pravila koja uređuju odnose koji nastaju u svezi s pomorskim djelatnostima. 

## Osnovna obilježja
Osnovna obilježja pomorskog prava su: 
- Autonomnost – pomorsko pravo je samostalno te na sustavan način regulira pomorskopravne ustanove
- Partikularnost – pomorsko pravo ima posebne pravne izvore ( danas kodeksi, kroz povijest statuti )
- Unifikacija – pomorsko pravo jedna je od grana prava koja je najpodložnija međunarodnoj unifikaciji. Bez minimalne unificiranosti pomorski promet bio bi gotovo nemoguć, poglavito kod međunarodne plovidbe tj. kada brod plovi između luka različitih država. Zato se usvajaju mnogi međunarodni ugovori i konvencije. Najznačajniju ulogu na tom području ima UNCITRAL – Komisija Ujedinjenih Naroda za međunarodno trgovačko pravo ) te Međunarodna pomorska organizacija – IMO ( eng. International Maritime Organization ) na području sigurnosti plovidbe

## Pravni izvori
Pravni izvori pomorskog prava su dvojaki; razlikuju se autonomni i heteronomni izvori. 
- Autonomni su izvori oni koje stvaraju sami sudionici gospodarskog prometa u granicama slobode koju im je dao zakonodavac. Primjena autonomnih izvora počiva na volji stranaka. Autonomni izvori su: 
  - Opći uvjeti poslovanja tj. ugovora
  - trgovački tj. pomorski običaji
  - uzance
  - klauzule i termini ( npr. Incoterms )
- Heteronomni izvori su izvori koje je donio zakonodavac. To su zakonici, zakoni te podzakonski akti. Kogente (prisilne) odredbe heteronomnih izvora imaju prednost pred autonomnim izvorima.

## Pomorski zakonik
Glavni izvor pomorskog prava u Republici Hrvatskoj je Pomorski zakonik iz 2004. godine, noveliran 2009. godine.
Pomorskim zakonikom se utvrđuju morski i podmorski prostori Republike Hrvatske i uređuju pravni odnosi u njima, sigurnost plovidbe u unutarnjim morskim vodama i teritorijalnom moru Republike Hrvatske, zaštita i očuvanje prirodnih morskih bogatstava i morskog okoliša, osnovni materijalnopravni odnosi u pogledu plovnih objekata, ugovorni i drugi obvezni odnosi koji se odnose na brodove, upise plovnih objekata, ograni¬čenje brodareve odgovornosti, ovrha i osiguranja na brodovima.
Dijelovi Pomorskog zakoniku jesu: 
- pomorsko upravno pravo
- pomorsko imovinsko pravo
- ovrha
- mjerodavno pravo
- prijelazne i završne odredbe

Prvi Pomorski zakonik u Republici Hrvatskoj donesen je 1994. godine, a prije njega je bio na snazi Zakon o pomorskoj i unutrašnjoj plovidbi donesen 1977. godine u SFR Jugoslaviji.

## Drugi zakoni
Osim Pomorskim zakonikom, područje pomorskog prava u Republici Hrvatskoj regulirano je i drugim zakonima:
- Zakon o pomorskom dobru i morskim lukama
- Zakon o plovidbi unutarnjim vodama
- Zakon o obveznim odnosima

## Međunarodni ugovori
Republika Hrvatska ugovornica je mnogih međunarodnih ugovora i konvencija u svezi pomorskog prava. Neke od važnijih konvencija su:
- STCW – Međunarodna konvencija o standardima izobrazbe, izdavanju svjedodžbi i držanju straže pomoraca ( eng. The International Convention on Standards of Training, Certification and Watchkeeping for Seafarers )
- MARPOL – Međunarodna konvencija o sprječavanju onečišćenja s brodova ( eng. The International Convention for the Prevention of Pollution from Ships )
- SOLAS – Međunarodna konvencija o zaštiti ljudskih života na moru ( eng. The International Convention for the Safety of Life at Sea )
- Konvencija o teretnici ( eng. Hague Rules )
- Konvencija UN-a o prijevozu robe morem (eng. Hamburg Rules)
- Atenska konvencija o prijevozu putnika i prtljage morem

## Vanjske poveznice
- Pomorski zakonik
- http://www.hhi.hr/ozpweb/organi.htm  Arhivirana inačica izvorne stranice od 26. srpnja 2009. (Wayback Machine)